# Einzug (Liturgie)

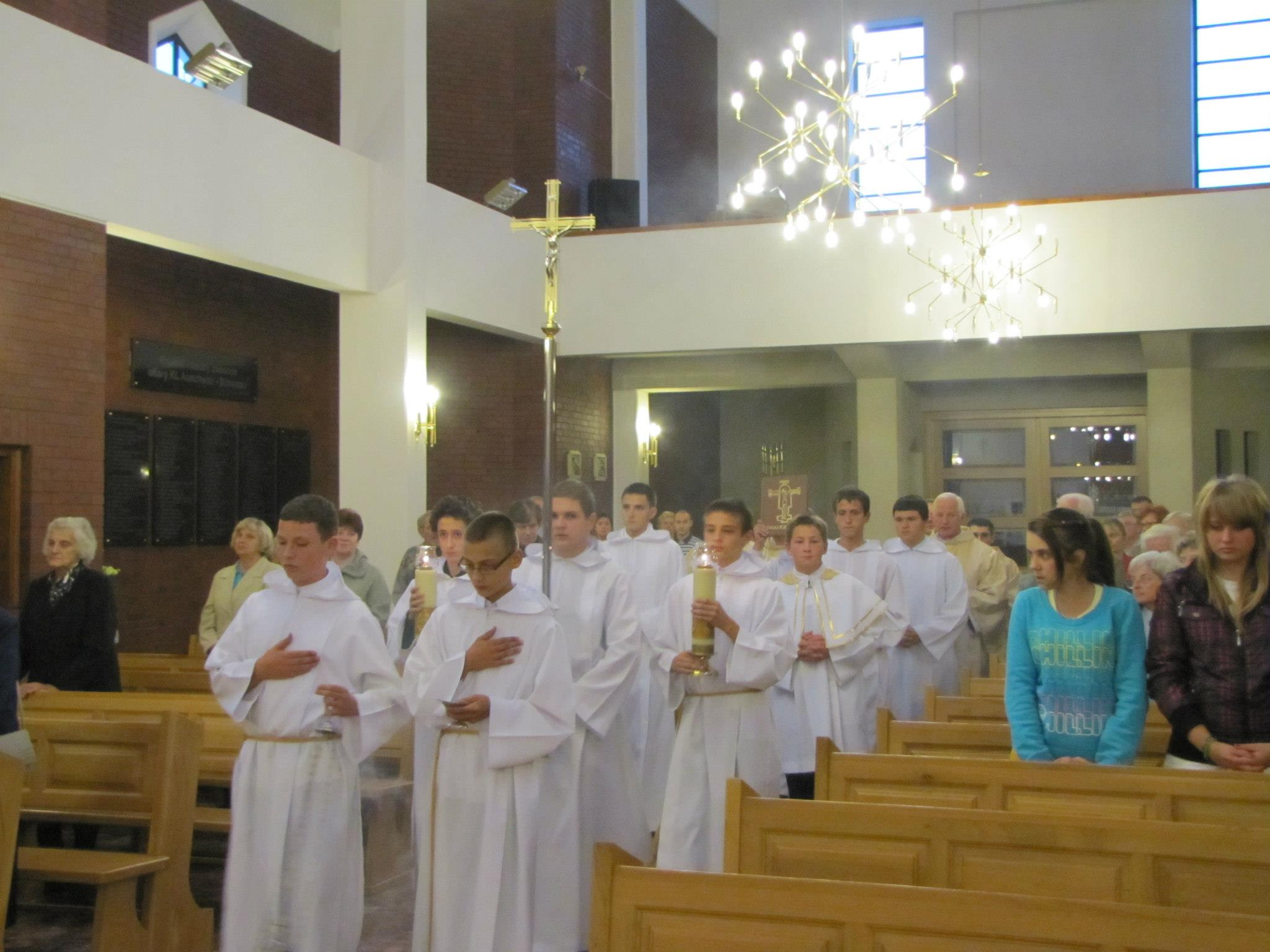
Einzug der Liturgischen Dienste und der Liturgen

Der Einzug, auch Introitus (lateinisch für ‚Eingang, Einzug, Zugang, Anfang‘), Incessus (lateinisch incessus ‚Einherschreiten, Hineingehen‘) oder Access (lateinisch accessus ‚Annäherung, Zutritt‘), bildet als Teil der Eröffnung den Beginn der Liturgie vieler Gottesdienstformen, insbesondere der heiligen Messe in der römisch-katholischen Kirche sowie der Hauptgottesdienste anderer Konfessionen.
Beim Einzug betreten der Liturg und die liturgischen Dienste (regional auch als „Offiz“ bezeichnet) den Gottesdienstraum, je nach Ritus werden auch noch weitere liturgische Handlungen wie der Altarkuss oder der Inzens des Altares vollzogen. Dazu wird meist ein Einzugsgesang gesungen, der in seiner traditionellen Form ebenfalls Introitus genannt wird.
In der byzantinischen göttlichen Liturgie werden zwei Prozessionen innerhalb des Gottesdienstes als „kleiner“ bzw. „großer Einzug“ bezeichnet.

## Römischer Ritus
Der Einzug markiert üblicherweise den Beginn des Gottesdienstes, auf ihn folgt das Kreuzzeichen.
Wie alle Teile der Liturgie hat der Einzug nicht nur funktionale, sondern zugleich symbolische Bedeutung: Er erinnert an den Einzug Jesu Christi in Jerusalem und bei seinem Volk; er vergegenwärtigt das erste, irdische Kommen des Herrn, nimmt seine Wiederkunft in Herrlichkeit (Parusie) vorweg und feiert sein gegenwärtiges Kommen im Heiligen Geist. Zugleich ist die Einzugsprozession wie alle Prozessionen Sinnbild für das Volk Gottes auf seinem Weg.
Wegen dieser Symbolik wird der Einzug, je nach dem liturgischen Charakter des Tages und der Messfeier, mit abgestufter Feierlichkeit gestaltet. In der Hochform wird Christus außer durch den einziehenden Zelebranten durch Vortragekreuz, Evangelistar, zu Ostern durch die Osterkerze, zu Weihnachten durch das mancherorts mitgetragene Kind für die Krippe symbolisiert. Die mitgeführten Leuchter und der Weihrauch unterstreichen diese Symbolik.
Der Einzug besteht meist aus einer Prozession durch den Kirchenraum, oftmals vom Hauptportal durch den Mittelgang zum Altarraum. Diese Form wird großer Einzug genannt, der kleine Einzug dagegen führt von der Sakristei auf kürzerem Weg in den Altarraum. Auch beim kleinen Einzug können Vortragekreuz, Weihrauch und Leuchter benutzt werden.
Zum Einzug stehen die Gläubigen auf, und Chor oder Gemeinde stimmen – gegebenenfalls nach einem Orgelvorspiel – einen Eröffnungsgesang an; im Choralamt singt die Schola den Introitus. Zelebrant und Liturgische Dienste betreten den Gottesdienstraum und machen eine Kniebeuge vor dem Allerheiligsten bzw. eine Verneigung vor dem Altar. Der Zelebrant vollzieht den Altarkuss und, wenn Weihrauch verwendet wird, die Inzens des Altars und des Altarkreuzes.

### Sonderformen
Bei den Gottesdiensten in der heiligen Woche gibt es besondere Formen des Einzugs: Am Palmsonntag ist die Palmprozession gleichzeitig der Einzug in die Kirche zur Messfeier, an dem auch die Gemeinde teilnimmt. Abschluss der Prozession und zugleich Beginn der Liturgie in der Kirche ist das vom Zelebranten gesprochene oder gesungene Tagesgebet der Messe. In der Osternacht ziehen ebenfalls alle Teilnehmenden am Gottesdienst nach der Weihe des Osterfeuers hinter der Osterkerze in die dunkle Kirche; das Proprium der Eucharistiefeier in der Osternacht hat keinen Introitus. Am Karfreitag erfolgt der Einzug von Priester und liturgischen Diensten zur Feier vom Leiden und Sterben Christi in Stille, ohne Kreuz, Kerzen und Weihrauch, und es schließt sich die Prostratio der Liturgen an; die Dienste und die Gemeinde knien nieder. Es folgen die Oration und die biblischen Lesungen, ein Altarkuss und eine Begrüßung der Gemeinde finden nicht statt.

### Liturgische Vorschriften bis zur Liturgiereform 1970
Die bis zur Reform der Liturgie durch das Zweite Vatikanische Konzil gültigen Rubriken sahen in Bezug auf die stille Messe für den Einzug des Priesters zum Altar vor:
Der Priester, angekleidet mit den Paramenten und den Kopf mit dem Birett bedeckt, erwies in der Sakristei dem Kruzifix durch eine Verneigung des Kopfes Reverenz und begab sich zum Altar, oculis demissis, incessu gravi, erecto corpore („gesenkten Blicks, mit gewichtigem Schreiten und aufrechtem Körper“). In der linken Hand trug er in Brusthöhe den mit dem Kelchvelum bedeckten Kelch, die rechte Hand lag auf dem Kelch und fixierte die Burse. Begleitet wurde der Priester vom Ministranten, der vor ihm ging (ministro praecedente) und gegebenenfalls das Missale oder andere notwendige Dinge trug.
Beim Erreichen des Zelebrationsaltars nahm der Priester das Birett ab und reichte es dem Ministranten, und beide verehrten den Altar mit einer Kopfverneigung oder, wenn sich dort der Tabernakel befand, mit einer Kniebeuge. Der Priester stellte den Kelch auf der linken Seite des Altares ab. Dann nahm er das Korporale aus der Burse, breitete es in der Altarmitte aus und stellte den Kelch darauf. Nun ging er zur Epistelseite und schlug dort das Missale auf. Mit einer Reverenz vor dem Altarkreuz stieg der Priester dann die Altarstufen wieder hinab und betete, zum Altar gewandt, mit dem Ministranten das Stufengebet.
In Hochamt schritten Akolythen mit Leuchtern beim Einzug vor dem Priester und den Leviten. Der Kelch stand auf der Kredenz bereit, das Missale bereits aufgeschlagen auf dem Altar. Priester und Leviten schritten beim Einzug mit vor der Brust gefalteten Händen, den Kopf mit dem Birett bedeckt. Beim Erreichen des Altars blieben sie an der untersten Stufe stehen, legten das Birett ab, verneigten sich oder machten eine Kniebeuge und begannen das Stufengebet.
Wenn die Einzugsprozession im Augenblick der Elevation an einem Altar vorbeikam, an dem gerade eine heilige Messe zelebriert wurde, knieten Priester und Ministrant bis zum Ende der Elevation nieder, der Priester nahm das Birett ab.
Wenn die heilige Messe in bestimmten bischöflich genehmigten Fällen nach den Rubriken des Missale Romanum von 1962 gefeiert wird, kann der Einzug auch heute in dieser Form ablaufen.

## Evangelischer Gottesdienst
In den evangelischen Kirchen ist die Praxis in einzelnen Landeskirchen oder auch regional oder örtlich verschieden:
- Mancherorts sitzen die Mitwirkenden zu Beginn des Gottesdienstes bereits auf ihren Plätzen im Altarraum.
- Nach anderer Gewohnheit ziehen die Liturgen, manchmal auch alle Mitwirkenden oder die Gemeindeältesten bei Orgelspiel oder Glockengeläut in die Kirche ein. Ein Kreuz oder die Bibel können vorangetragen werden.
- Insbesondere bei besonderen Gottesdiensten wie Taufe, Konfirmation, Trauung, Ordination, kirchlicher Beauftragung oder Segnungsgottesdiensten ziehen häufig die Empfänger der Segnung mit den Liturgen ein.[3]

## Byzantinischer Ritus

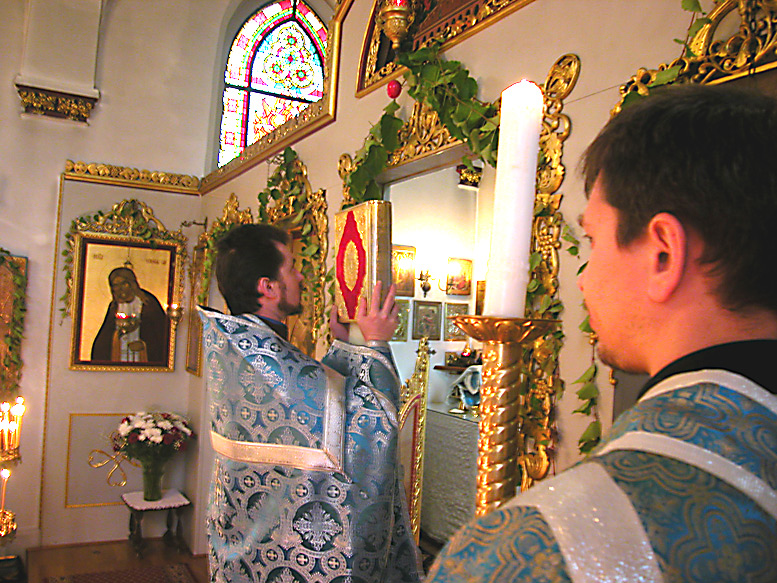
Der „kleine Einzug“ mit dem Evangelienbuch

In der byzantinischen Liturgie steht der Einzug nicht am Beginn des Gottesdienstes, sondern zweimal innerhalb der Göttlichen Liturgie finden Prozessionen statt, die altgriechisch εἴσοδος eísodos „Einzug“ genannt werden:
- Mit dem „kleinen Einzug“ (μικρὰ εἴσοδος mikrá eísodos) beginnt nach den einleitenden Riten der Vormesse der Lesegottesdienst. Der Klerus zieht in feierlicher Prozession mit dem Evangelienbuch, das auf dem Altar lag, durch die nördliche (also die linke) Tür der Ikonostase durch die Kirche und durch die mittlere Tür, die „Königstür“, zurück in den Altarraum. Während der Prozession wird gesungen, als letztes nach dem Einzug in den Altarraum der Hymnus Trisagion.
- Der „große Einzug“ (μεγάλη εἴσοδος megálē eísodos) eröffnet die Opfermesse. Die Opfergaben von Brot und Wein werden beim Gesang des Cherubim-Hymnus (Cherubikon) von der Próthesis (πρόθεσις „Aus- oder Zurschaustellung“), dem Rüsttisch an der Nordseite des Altarraumes, durch die nördliche Tür der Ikonostase in Prozession durch die Kirche und durch die Königstür zum Altar übertragen. An den großen Einzug schließen sich Friedensgruß und Glaubensbekenntnis an, darauf folgt das Hochgebet.[4]